# 225 هـ
225 هـ هي سنة في التقويم الهجري امتدت مقابلةً في التقويم الميلادي بين سنتي 839 و840.

## وفيات
- دماذ
- سعيد بن سليمان الواسطي
- أصبغ بن الفرج
- التقي محمد
- ثمامة بن الأشرس
- صالح الجرمي
- علي بن الحسن بن شقيق
- محمد بن سلام البيكندي
- منصور بن عمار